# Associazione Sportiva Dilettantistica Fanfulla
L'Associazione Sportiva Dilettantistica Fanfulla, meglio nota come Fanfulla, è una società calcistica italiana con sede nella città di Lodi. Il sodalizio deve il suo nome a Fanfulla da Lodi, uno dei tredici cavalieri italiani che sconfissero i francesi nella disfida di Barletta del 1503.
Milita in Eccellenza, quinta divisione del campionato italiano.
Costituita nel 2015 come Associazione Sportiva Dilettantistica Cavenago Fanfulla (previa ridenominazione della Polisportiva Cavenago d'Adda), è erede della tradizione sportiva iniziata nel 1908 con la nascita della sezione calcistica dell'Associazione Sportiva Ginnastica Fanfulla 1874 (a sua volta fondata il 15 agosto 1874 con la denominazione di Società Lodigiana di Ginnastica e Scherma) divenuta in seguito club autonomo come Associazione Calcio Fanfulla 1874 e dichiarata fallita nel 2016.
A livello storico, il Fanfulla vanta quale maggior successo diciassette partecipazioni al campionato di seconda divisione nazionale (nelle sue varie formule della Lega Nord, della Lega Alta Italia e della Serie B), cui ha preso parte da ultimo nel 1954; ha inoltre vinto per due volte la terza serie e conquistato una Coppa Italia Serie C.
Il club si trova al 65º posto nella classifica perpetua della Serie B e al 96º nel ranking della tradizione sportiva in Italia. È inoltre la squadra lombarda (seconda in Italia) che vanta il maggior numero di partecipazioni al campionato di Serie D.

## Storia

### Dalla nascita alla promozione in Serie B (1908-1937)

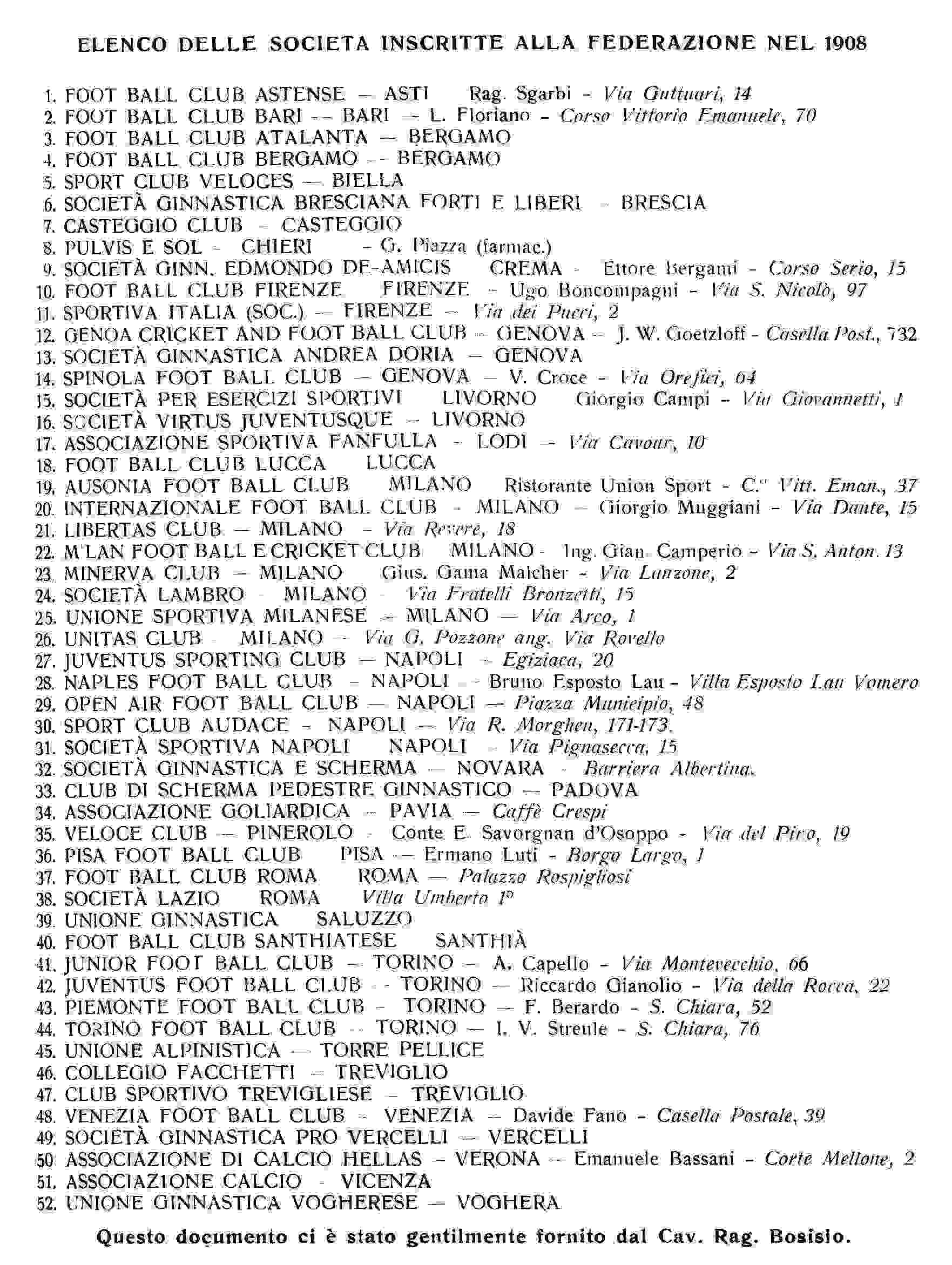
Elenco società affiliate alla FIF nel 1908

Il gioco del calcio, era arrivato a Lodi nei primi anni del XX secolo, praticato sui campi improvvisati di periferia e nei collegi. Sul finire del 1907 il Circolo Pallavicino aveva riconvertito in campo da calcio il vecchio sferisterio cittadino in via Ospedale . Su iniziativa di alcuni giovani lodigiani (tra cui il diciassettenne Marcello Ghisio, che a dispetto della giovane età ricopriva già da un anno la carica di segretario della Società Fanfulla di Ginnastica e Scherma), venne costituita una squadra per la pratica della nuova disciplina all'interno della storica società sportiva lodigiana, che per l'occasione mutò il nome in Associazione Sportiva Fanfulla. 
L'inizio dell'attività calcistica del club lodigiano si fa risalire al 28 giugno 1908, data in cui la sezione calcio dell'Associazione Sportiva Fanfulla, organizzò e disputò a Lodi, in occasione dell'inaugurazione del campo sportivo Due Chiavi, un torneo amichevole denominato "Coppa Pro Lodi". Oltre al club lodigiano, parteciparono il Milan, la Trevigliese, l'Ausonia, l'Unitas e la Libertas. Proprio contro la Libertas il Fanfulla giocò nelle gare eliminatorie, venendo sconfitto per 9-0, ma consegnando alla storia la sua prima formazione: Pizzamiglio; Ghisio, Milani; Valdameri, Caccialanza, Granata E.; Granata V., Manzoni, Bona, Dossena, Favari. Per la cronaca la coppa venne vinta dal Milan, che in finale sconfisse 3-0 la Libertas.

Una formazione della Fanfulla immortalata prima dell'inizio della Coppa Pro Lodi del 1911.

Iscrittosi alla Federazione Italiana Football nel giugno del 1908, partecipò al primo campionato regionale nel 1913-1914 guadagnando immediatamente l'accesso alla Promozione, ma la sua ascesa fu troncata dall'inizio della prima guerra mondiale. Non iscritto all'inizio della stagione sportiva 1919-1920 poiché il campo delle Due Chiavi, dove venivano disputate le sue gare era divenuto impraticabile causa esigenze belliche, utilizzato come parco buoi.
Nella stagione 1920-1921, in virtù della fusione con l'Edera ritornò a disputare il campionato di Promozione chiudendo al 3º posto nelle finali di Promozione Lombarda. Gli incontri vennero disputati nel nuovo impianto della Dossenina, inaugurato nell'ottobre del 1920. In virtù del 3º posto finale i lodigiani si erano illusi di essere stati promossi in Prima Categoria, perché a loro dire il regolamento prevedeva la promozione per le prime tre classificate, ma la FIGC non fu d'accordo, ammettendo in Prima Categoria solo la vincente del campionato lombardo di Promozione. Dopo una lunga diatriba con la FIGC, i lodigiani si rassegnarono alla mancata promozione che era stata a loro dire ingiustamente revocata, e si prepararono al successivo campionato di Promozione lombarda 1921-1922, che vinsero, venendo finalmente promossi in Prima Categoria ricevendo persino una lettera di congratulazioni dalla FIGC. A causa della scissione della Prima Categoria in due serie, Prima e Seconda Divisione, tuttavia, il Fanfulla non fu ammesso alla massima serie, bensì al campionato cadetto (Seconda Divisione).
Al debutto in cadetteria, il Fanfulla si comportò molto bene nel girone di andata, sembrando addirittura in grado di vincere il girone, ma nel girone di ritorno il suo rendimento calò e chiuse al quarto posto. Nella stagione successiva il Fanfulla migliorò ulteriormente, chiudendo al secondo posto il campionato di Seconda Divisione girone D. Nel campionato 1925-1926, invece, non riuscì a salvarsi: non ammesso alla Prima Divisione (la nuova denominazione del campionato cadetto), venne declassato nel campionato di terzo livello (Seconda Divisione Nord). Rimase in tale categoria fino al 1928, anno in cui approdò in Prima Divisione.

### La Serie B e il campionato dell'Alta Italia (1937-1953)

I giocatori escono dal campo al termine di Fanfulla-Ambrosiana Inter dell'aprile del 1944: una delle più prestigiose vittorie del Fanfulla in campionato

Il Fanfulla raggiunse il momento più alto della sua storia tra il 1938 e il 1954, periodo durante il quale vinse due volte il Campionato Nazionale di Serie C e disputò 12 stagioni in Serie B.
La prima storica promozione in Serie B avvenne al termine di un drammatico spareggio giocato a Pavia contro il Piacenza. La partita fu occasione di quello che all'epoca fu considerato un vero e proprio esodo: tremila lodigiani giunsero a Pavia, un migliaio di tifosi avversari arrivarono dalla città emiliana. Al termine dell'incontro, vinto dai bianconeri per 2-1 in rimonta, si segnalarono tafferugli tra sostenitori.
La squadra lodigiana conseguì risultati di notevole prestigio anche durante il Torneo Misto di Guerra 1943-1944, riservato alle compagini di Serie A e B del Nord Italia: in quella stagione, il Fanfulla sconfisse sia il Milan sia l'Ambrosiana-Inter. Retrocesso in serie C nel 1948, ritornò nella serie cadetta nell'anno seguente, restandoci ininterrottamente fino al 1954, e conquistando il miglior piazzamento di tutta la sua storia col 6º posto del 1951.

### Il caso Gaggiotti e gli anni dell'oblio (1954-1982)
Il Fanfulla abbandonò definitivamente la Serie B al termine della stagione 1953-1954, a causa di una penalizzazione di 5 punti subita per via del suo coinvolgimento nel cosiddetto Caso Gaggiotti: il 4 dicembre 1953, due giorni prima di Fanfulla-Alessandria (2-1), Emanuele Dalla Fontana, portiere dell'Alessandria, si fece consegnare la somma di 350.000 lire, da Eugenio Gaggiotti, con il quale aveva pattuito l'accordo di aiutare gli avversari nella gara che doveva disputarsi due giorni dopo, ma il calciatore avvertì i suoi dirigenti, i quali denunciarono l'accaduto alla Lega Nazionale, che a sua volta sequestrò il denaro. In seguito a un'inchiesta della Lega, si scoprì che i mandanti dell'illecito erano i massimi dirigenti del Fanfulla, i quali diedero a Gaggiotti mezzo milione di lire per avvalersi della sua collaborazione. Il consiglio direttivo del Fanfulla aveva messo a disposizione un fondo di 15 milioni di lire per raggiungere — attraverso un numero adeguato di partite pilotate — la quota salvezza di 28 punti, considerato il margine di sicurezza per la permanenza in Serie B. Il 25 marzo 1954 venne emesso il primo verdetto, che deliberò che al Fanfulla fossero tolti i cinque punti conquistati fino all'undicesima giornata, cioè prima della partita incriminata; a causa della penalità di cinque punti il Fanfulla non riuscì a evitare la retrocessione in Serie C. Nel giugno 1954, infine, Francesco Minojetti e il dott. Rinaldo Briocchi, rispettivamente presidente e dirigente del Fanfulla, furono puniti con l'interdizione di tre anni e la squalifica a vita.
Nella stagione seguente il Fanfulla retrocesse in IV serie, iniziando un periodo, di dieci anni, a cavallo tra serie C e serie D. Dalla stagione 1964-1965 al 1977-1978 il Guerriero rimase relegato in Serie D. In virtù della riforma che istituiva il campionato di Serie C2, il Fanfulla venne promosso grazie al terzo posto alle spalle di Pavia e Legnano. Nell'estate 1981 viene ingaggiato come tecnico Giorgio Veneri, ex giocatore del "Piccolo Brasile". Alla sua seconda stagione sulla panchina bianconera, la quinta del Guerriero in C2, il Fanfulla 1982-1983 guidato dai "gemelli del gol" Emilio Rossi e Cristiano Masuero, e dalla classe di Beppe Sannino, conquista la seconda posizione alle spalle del Legnano, ottenendo la promozione in C1. È in questa stagione la storica vittoria per 6 a 0 nel derby contro il Pergocrema.

### La Coppa Italia di Serie C e la discesa nei dilettanti (1983-2006)

Il Fanfulla della stagione 1982-1983, promosso in Serie C1

La stagione 1983-84 inizia con la sconfitta casalinga (2 a 3) contro il Bologna, e termina con la retrocessione frutto del penultimo posto a -4 dalla salvezza. La stagione resterà comunque nella storia bianconera, grazie alla vittoria nella finale della Coppa Italia di Serie C contro l'Ancona: dopo il pareggio casalingo per 0 a 0, i lodigiani espugnarono ai supplementari il campo dei dorici con i gol di Sannino e Cappelletti. Fu l'unica edizione vinta da una squadra che, nella stessa stagione, retrocesse dalla Serie C1 alla C2. Il 1º giugno 1986, sul campo della Centese in festa promozione, il Fanfulla gioca la sua ultima partita nei professionisti. 
Da lì in avanti il Fanfulla disputerà 17 stagioni di quinta serie, posizionandosi sempre a metà classifica eccezion fatta per la stagione 2000-2001 quando la squadra, trascinata dalle 33 reti di Giancarlo Riccadonna, si posiziona al secondo posto dietro la corazzata Pavia. Al tecnico Corrado Verdelli non viene perdonata la sconfitta (2 a 1, complessiva tra andata e ritorno) contro il Todi nella finale di Coppa Italia di serie D. In estate, verrà ripescato in serie C2 il Trento, nonostante avesse concluso il campionato al terzo posto, a -16 dal Fanfulla. 

Sannino festeggiato dai compagni dopo un gol.

Al termine della stagione 2002-2003 il Fanfulla retrocede in Eccellenza. Nel 2004-2005, guidato dal tecnico Virginio Gandini, ex giocatore del Fanfulla degli anni Ottanta, e dai 24 gol di Silvio Dellagiovanna, tornato a Lodi dopo le esperienze nei professionisti, il Guerriero conquista la prima posizione, a +4 sul Varese. Al ritorno in Serie D il Fanfulla disputa un'ottima stagione, terminata al 5º posto dopo essersi laureato campione d'inverno, disputando la semifinale play off contro il Palazzolo, persa 3 a 0 in trasferta.

### La Promozione e gli "Amici del Guerriero" (2007-2015)
La stagione successiva vede riproporsi lo spareggio tra Fanfulla e Palazzolo, questa volta per non retrocedere: i lodigiani, concluso il campionato al 14º posto, si salvano ai play out. Anche la stagione 2007-2008 vede i bianconeri salvarsi mediante spareggi: i play out contro il Trento si concludono con la vittoria per 2 a 0 in casa, e addirittura con un 4 a 1 allo Stadio Briamasco. Nell'estate 2008, in pieno festeggiamento del centenario, il Fanfulla viene rilevato da una cordata di imprenditori bresciani. Come presidente viene nominato l'avvocato Roberto Minojetti, figlio di Italo, presidente dal 1987 al 1999, e nipote di Francesco, il presidente dal 1950 al 1954. L'acquisto di giocatori di prestigio quali Giuliano Gentilini e Bidre'ce Azor non riesce a salvare il Fanfulla, che piazzatosi all'ultimo posto retrocede in Eccellenza. In piena crisi societaria, due stagioni dopo i bianconeri retrocedono in Promozione.
Dopo il primo anno in settima serie, concluso al 6º posto, nell'estate 2012 la panchina viene affidata a Pierpaolo Curti, bomber e capitano bianconero nella stagione precedente. A dicembre, la società viene rilevata dall'imprenditore bresciano Enrico Bornatici, ma di fatto la gestione della prima squadra passa in mano a una cordata lodigiana denominata Amici del Guerriero, retta da un trust di tifosi e genitori dei giocatori militanti nella selezione Juniores. La stagione termina con la vittoria del campionato, con 16 punti di vantaggio sulla più diretta inseguitrice e il ritorno nella massima categoria regionale. Nell'estate 2013 viene fondata l'A.S.D. Academy Fanfulla, società autonoma per la gestione del settore giovanile e femminile del Fanfulla, mentre all'A.C. Fanfulla 1874 resta avocata la gestione della prima squadra.

### Il fallimento e il Cavenago Fanfulla (2015-2018)
Nell'estate 2015 la società Fanfulla 1874, oberata dai debiti (che il 5 aprile 2016 la condurranno al fallimento, su istanza presentata da Equitalia Nord SpA), dopo aver conquistato la salvezza decide di non iscriversi al campionato d'Eccellenza per la stagione 2015-2016. Viene pertanto siglato un accordo tra gli Amici del Guerriero e la Polisportiva Cavenago d'Adda (a sua volta militante in Eccellenza), che trasferisce la sede delle gare interne alla Dossenina e assume la nuova denominazione di Associazione Sportiva Dilettantistica Cavenago Fanfulla, adottando il colore sociale bianconero ed ereditando la tradizione sportiva lodigiana. Il Cavenago Fanfulla viene riaffidato a Pierpaolo Curti e si propone quale squadra di vertice, guidando a lungo la classifica del girone B di Eccellenza, ma infine manca la promozione diretta a seguito di un rallentamento in primavera, che lo conduce al terzo posto finale. Il "pass" per la Serie D viene poi conseguito con la vittoria nei play-off nazionali.
Nel corso dell'estate 2016 il Cavenago Fanfulla incorpora l'Academy Fanfulla, andando a sanare la scissione col settore giovanile consumatasi nel 2013, mentre la rosa della prima squadra viene quasi del tutto rivoluzionata. La stagione successiva in Serie D si rivela però un autentico calvario: la squadra, affidata ad Alexandro Dossena, si ritrova presto nelle retrovie del girone B e retrocede matematicamente in Eccellenza alla penultima giornata di stagione regolare. Il presidente Luigi Barbati attua pertanto un rimpasto nell'organigramma e nella rosa, alla cui guida chiama l'ex bandiera bianconera Andrea Ciceri . Le scelte si rivelano azzeccate: il Cavenago Fanfulla si insedia stabilmente in vetta al girone A di Eccellenza e consegue la promozione all'ultima giornata, il 29 aprile 2018, battendo il Sancolombano per 3-2. Degno di nota è anche il cammino in Coppa Italia Dilettanti, ove il "Guerriero" arriva fino alla finale regionale, persa soltanto ai rigori contro il Mariano sul neutro del Breda.

### Il ritorno del Fanfulla
Nel giugno 2018 la società recupera la denominazione storica cambiando ragione sociale in Associazione Sportiva Dilettantistica Fanfulla, riadottando l'antico simbolo del guerriero. Al ritorno in quarta serie la squadra di Ciceri, trascinata dai 20 gol del veterano Stefano Brognoli, si propone quale squadra di vertice del proprio girone, chiudendolo al quarto posto e accedendo così ai play-off contro la Reggio Audace, che infine s'impone allo stadio Città del Tricolore per 3-1 dopo i tempi supplementari. 
Il posizionamento vale ai bianconeri l'accesso alla Coppa Italia della stagione successiva: il sorteggio del primo turno abbina il Fanfulla al Catania, riproponendo una gara ufficiale nel sud Italia a distanza di 64 anni dalla precedente. Il 4 agosto 2019 il Fanfulla è quindi di scena al Massimino contro i rossoazzurri locali, che si impongono per tre reti a zero. In Serie D i lodigiani riescono a migliorare la performance del 2018-2019, chiudendo la stagione regolare (terminata anticipatamente a causa della pandemia da COVID-19) al terzo posto. Ulteriore miglioramento porta in dote la stagione successiva, in cui la squadra di Ciceri si piazza al secondo posto alle spalle del Seregno, ottenendo il suo miglior risultato dell'ultimo ventennio: ai play-off i bianconeri superano il Crema, ma si arrendono al NibionnOggiono in finale.
Al termine della stagione 2024-2025 il Fanfulla, nel frattempo passato da due stagioni nelle mani della famiglia Tufo, retrocede in Eccellenza.

## Colori e simboli

### Colori
Sin dalla prima partita i giocatori lodigiani indossarono una camicia a strisce bianche e nere, tinte mutuate dalla polisportiva di appartenenza e prima ancora dal blasone araldico di Fanfulla da Lodi. Per i primi decenni i calzoncini della divisa restarono bianchi e i calzettoni, quando non lasciati alla fantasia (e alla disponibilità) degli atleti, erano neri con striature bianche. In alcune partite e in qualche stagione degli anni ’30 fecero la loro comparsa calzoncini neri e calzettoni bianchi, sempre a corredo della maglia a strisce di cui poteva cambiare la foggia, ma non la sostanza, eccezion fatta per sporadiche e fantasiose “avventure”. Nel 1945 sulla maglia bianca a rifiniture nere, compariva un’unica striscia nera e orizzontale, sul petto. Nel campionato 1974-1975 di nuovo l’esperimento dell’unica striscia nera su sfondo bianco, questa volta in diagonale.
Per quanto riguarda le divise da trasferta, in oltre cento anni di storia sono state utilizzate innumerevoli soluzioni stilistiche. Spiccano tra di esse, per affezione della piazza e frequenza nella riproposizione, il completo monocolore blu e quello giallo-rosso, che omaggia i colori dello stemma civico di Lodi: in alcuni casi è stata finanche adottata una "maglia bandiera", gialla con una croce rossa a tutto torso.

### Simboli ufficiali

#### Stemma
Il simbolo civico della croce rossa in campo oro fu il primo stemma sociale del club.
Un diverso emblema è ravvisabile in una foto scattata nella stagione 1914-15 al campo “Due Chiavi”: in essa il segretario Ghisio indossa una divisa di rappresentanza recante sul petto l’aquila con festone mutuata dall’insegna di Tito Fanfulla.
Negli anni 1940-50 lo stemma assunse la fisionomia di uno scudo svizzero a strisce bianconere con in capo il nome A.S. Fanfulla.
La forma dello scudo venne poi modificata con l'aggiunta di un richiamo diretto a Fanfulla (l’elmo), che venne mantenuto anche dopo la fuoriuscita della sezione calcistica dalla polisportiva. Nel 1974, allorché il club venne insignito della stella d’oro al merito sportivo, l'emblema venne integrato con tale decorazione.
Nel 2015, non potendo più disporre del logo sopracitato, il Cavenago Fanfulla adottò un semplice scudo a strisce bianconere bordato di giallo-blu (in richiamo ai colori originari della Polisportiva Cavenago d'Adda) inframezzato da un rettangolo giallo con la nuova ragione sociale e recante nell'ombelico la sola stella d'oro al merito sportivo.
Nell'estate del 2018 la società, una volta riacquisito il solo nome Fanfulla, promosse un sondaggio tra i tifosi per scegliere un nuovo stemma: ne risultò uno scudo strisciato bianco-nero e dal bordo aureo, in cui campeggiano (sempre in color oro) l'effigie a tutta figura del guerriero a cavallo, un cartiglio ricurvo con la ragione sociale e la stella d'oro al merito sportivo.

Lo scudo araldico della città di Lodi, adottato dal Fanfulla come primo stemma sociale
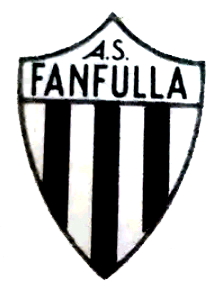
Logo del Fanfulla utilizzato negli anni cinquanta
Logo del Fanfulla in uso fino al 2015
Logo del Cavenago Fanfulla utilizzato dal 2015 al 2018
Logo del Fanfulla in uso dal 2018

#### Inno
L'inno ufficiale del Fanfulla calcio è Forza Fanfulla, scritto da Beppe Mollisi nei primi anni 2000.
Dalla stagione 2017-2018, per un paio di stagioni, prima di ogni partita veniva suonato il nuovo inno, Guerrieri del Fanfulla, scritto e musicato da Luca Carelli. 
Nel corso delle ultime stagioni si è però tornati all'inno originale di Beppe Mollisi. 

## Strutture

### Stadio

Coppa Italia 1922: Dossenina gremita per l'incontro con la

Dal 1908 al primo conflitto bellico, il Fanfulla disputò le sue gare interne al campo "Due Chiavi", in località Passeggio Esterno (odierno viale Vignati), situato di fianco alla Trattoria delle Due Chiavi. L'area, di proprietà del cavalier Bulloni, venne affittato per la cifra di 1.000 lire annue, e disponeva, oltre del campo da calcio, anche di una pista per il podismo e di un campo da tennis. Nel dopoguerra il terreno divenne edificabile, e la società dovette trovare un'altra area dove costruire un nuovo impianto. 
Acquistata una superficie di 15.000 metri quadrati in via Sant'Angelo, nei pressi della cascina Dossenina, venne realizzato un centro sportivo, cintato di muratura e legno, dotato di campo da calcio circondato da pista in pirite per il podismo. Lo stadio Fanfulla, ben presto ribattezzato "Dossenina" (nome poi divenuto ufficiale) venne inaugurato il 3 ottobre 1920 con un'amichevole contro il Crema.
Nel 1921, grazie alla neo costituita Società Anonima Stadio Fanfulla, vennero realizzate le prime tribune in legno con capienza di 500 posti, una pista per l'atletica e una per il pattinaggio e, infine, un campo da tennis.
La Dossenina, negli anni successivi sarà unicamente riservato al gioco del calcio, acquisendo la forma di uno stadio in stile inglese. In passato ha raggiunto una capienza di 7.500 posti, progressivamente ridotta dopo restauri per ragioni di sicurezza. Per gli stessi motivi attualmente la capienza autorizzata su indicazione della Prefettura non supera i 1.000 posti.

### Centro di allenamento
Dal 2025 gli allenamenti della prima squadra si svolgono a Treviglio, presso il campo sintetico dello stadio Mario Zanconti.

## Società

### Organigramma societario
- Alessandro Tufo - Presidente
- Crescenzio Tufo - Vicepresidente
- Federico Tufo - Vicepresidente Area Sportiva

- Gabriele Brescianino - Direttore generale
- Ennio Vanelli - Direttore sportivo
- Vincenzo Miriadi - Direttore commerciale
- Giorgio Cipolla - Segretario
- Davide Brancaccio - Responsabile comunicazione e marketing
- Simone Corleo - Addetto stampa
- Marco Riccardi - Responsabile pubbliche relazioni
- Antonio Castelli - Responsabile settore agonistico
- Marco Corrada - Responsabile tecnico settore agonistico
- Mauro Campolungo - Responsabile settore di base
- Matteo Geri - Medico sociale
- Ermanno Conca - Massaggiatore
- Davide Agliardi - Osteopata
- Gianluca Strepponi - Addetto alle strutture

### Sponsor
Di seguito la cronologia di fornitori tecnici e sponsor ufficiali.
| Cronologia degli sponsor tecnici - 1908-1979 nessuno sponsor - 1980-1981 Le Coq sportif - 1983-1988 Uhlsport - 1987-1990 ABM - 1990-1991 Adidas - 1991-1992 ABM - 1994-1995 Erreà - 1997-1998 Asics - 2001-2002 Erreà - 2004-2006 Europa Sport - 2006-2007 Adidas - 2007-2009 Macron - 2009-2011 Kappa - 2011-2012 Givova - 2012-2013 Kappa - 2013-2015 Givova - 2015-2017 Joma - 2017-2018 Acerbis - 2018-2023 Erreà - 2023-2025 Joma | Cronologia degli sponsor ufficiali - 1908-1983 nessuno sponsor - 1983-1985 Polenghi Lombardo - 1987-1988 Astra - 1988-1991 Commer - 1991-1992 Edil ser - 1994-1995 Arcobaleno Srl - 1997-1998 Corpo Vigilanza Città di Lodi e Provincia - 2000-2002 Europharco Immobiliare - 2004-2005 Mariani Petroli - 2005-2006 Personal Credit - 2006-2007 Faip - 2007-2009 Motom - 2009-2011 Banca Popolare di Lodi - 2011-2012 nessuno sponsor - 2012-2013 La Piazzetta Caffè - 2013-2014 De Lorenzi - 2014-2015 Univerciok - 2015-2016 D&D - 2016-2017 LG Italia - 2017-2018 BCC Centropadana, LG Italia - 2018-2019 BCC Centropadana - 2019-2020 Alumec, Telmotor - 2020-2021 Luigi Barbati impianti elettrici, Gruppo Luce Immobiliare - 2021-2022 Tre Gazzelle - 2022-2024 Makecasa - 2024-2025 Arquati Lodi |

## Allenatori e presidenti
- 1908-1915  Paolo Bonomi
- 1915-1923  Francesco Miglio
- 1923-1925  Costante Rovida
- 1925-1928  Marcello Ghisio
- 1928-1930  Ernesto Castellotti
- 1930-1931  Francesco Bignami (Comm. straordinario)[20]
- 1931-1932  Giulio Fraschini[20]
- 1932-1934 Comitato di reggenza[21]
- 1934-1935  Ennio Inzadi
- 1935-1938  Egidio Zoncada[22]
- 1938-1940  Piero Asti[22]
- 1940-1942  Egidio Zoncada[22]
- 1942-1943 (cpg.)  Piero Asti e  Domenico Vianelli[22]
- 1943-1946  Ennio Paleari
- 1946-1948  Enzo Tacchini Paoli
- 1948-1949  Nino Ghisi 
 Ennio Paleari

- 1949-1950  Ennio Paleari
- 1950-1954  Francesco Minojetti
- 1954-1968  Ennio Paleari
- 1968-1976  Luciano Zavattiero
- 1976-1979  Guido Campagnoli
- 1980-1983  Pier Rinaldo Cerri
- 1983-1985  Paolo Marchetti
- 1985-1987  Lino Ballardini
- 1987  Roberto Guzzeloni
- 1987-1999  Italo Minojetti
- 1999-2001  Silvano Chiapparoli
- 2001-2006  Emiliano Lottaroli
- 2006-2007  Angelo Antoniazzi
- 2007-2012  Roberto Minojetti
- 2012-2015  Enrico Bornatici
- 2015-2023  Luigi Barbati
- 2023-oggi  Alessandro Tufo

Legenda:

(cpg.) Comitato Presidenziale di Guerra.
- 1908-1919 Commissione tecnica
- 1920-1921  Cesare Omboni
- 1921-1923  Filippo Cattaneo
- 1923-1924  Filippo Cattaneo
 Achilli
- 1924-1925  Filippo Cattaneo
- 1925-1927  Battista Rovida
- 1927-1928  Mario De Simoni
- 1928-1930  Alessandro Bovati
 Canevara
- 1930-1931  Giulio Fraschini
- 1931-1934  Luigi Cremonesi
- 1934-1935  Mariano Tansini
- 1935-1936  Bovati
 De Carli
- 1936-1937  Enrico Crotti
- 1937-1941  Giuseppe Marchi
- 1941-1942  Franco Salvatori
- 1942-1946  Federico Munerati
- 1946-1947  Mario Villini
- 1947-1948  Bruno Vale
- 1948-1949  Guido Dossena
- 1949-1950  Guido Dossena (1ª-26ª)
 Mario Villini (27ª-42ª)
- 1950-1951  Ercole Bodini
- 1951-1952  Vittorio Casati (1ª-10ª)
 Mario Acerbi (11ª-38ª)

- 1952-1953  Luigi Rossetto
- 1953-1954  Mario Perazzolo
- 1954-1955  Gastone Prendato (1ª-7ª)
 Mario Acerbi (8ª-9ª)
 Cesare Gallea (10ª-34ª e spareggio)
- 1955-1957  Carlo Kaffenigg
- 1957-1958  Carlo Kaffenigg
 Alfredo Magni
- 1958-1959  Carlo Facchini
- 1959-1963  Fausto Braga
- 1963-1964  Lodovico De Filippis
 Danilo Ravani
 Carlo Kaffenigg
 Danilo Ravani
- 1964-1965  Fausto Braga
- 1965-1966  Francesco Meregalli
 Florindo Cabrini
- 1966-1968  Florindo Cabrini
- 1968-1969  Florindo Cabrini
 Danilo Ravani
- 1969-1972  Francesco Duzioni
- 1972-1973  Francesco Duzioni
 Fausto Braga
- 1973-1974  Fausto Braga
 Mauro Bicicli
- 1974-1975  Francesco Duzioni

- 1975-1976  Francesco Duzioni
 Maestroni
- 1976-1979  Cesare Campagnoli
- 1979-1980  Andrea Valdinoci
- 1980-1981  Andrea Valdinoci
 Cesare Campagnoli
- 1981-1985  Giorgio Veneri
- 1985-1986  Alberto Spelta
- 1986-1987  Mauro Bicicli
- 1987-1988  Mario Detti
 Camozzi
 Aldo Jacopetti
- 1988-1991  Giorgio Chierico
- 1991-1992  Loris Boni
- 1992-1999  Sandro Mutti
- 1999-2000  Sandro Mutti
 Corrado Verdelli
- 2000-2001  Corrado Verdelli
- 2001-2002  Giorgio Chierico
- 2002-2003  Fabio Querin
- 2003-2004  Emanuele Finazzi
 Luigi Rocca
- 2004-2007  Virginio Gandini
- 2007-2008  Virginio Gandini
 Marco Cabrini
 Nicola Tarroni
 Virginio Gandini

- 2008-2009  Loris Boni
 Manolo Guindani
 Sandro Mutti
- 2009-2010  Alessandro Polizzotto
- 2010-2011  Claudio Nichetti
- 2011-2012  Virginio Gandini
- 2012-2014  Pierpaolo Curti
- 2014-2015  Claudio Nichetti (1ª-10ª)
 Lussardi-Tursi (11ª)
 Raffaele Solimeno (12ª-30ª)
- 2015-2016  Pierpaolo Curti
- 2016-2017  Alexandro Dossena (1ª-22ª) 
 Raffaele Solimeno (23ª-31ª)
 Alexandro Dossena (32ª-34ª)
- 2017-2021  Andrea Ciceri
- 2021-2022  Omar Nordi (1ª-16ª) 
 Emiliano Bonazzoli (17ª-38ª)
- 2022-2023  Emiliano Bonazzoli (1ª-29ª) 
 Riccardo Maspero (30ª-38ª)
- 2023-2024  Omar Albertini (1ª-27ª) 
 Fabio Andolfo (28ª-34ª)
- 2024-2025  Matteo Serafini (1ª-19ª)
 Giuliano Gentilini (20ª-38ª)
- 2025-2026  Giuliano Gentilini

## Calciatori
Il giocatore più famoso che ha giocato nel Fanfulla è il lodigiano Gianpiero Marini, campione del mondo con la nazionale italiana nel 1982, che esordì in prima squadra proprio con la casacca bianconera nel 1968-1969. Altri azzurri che hanno indossato la divisa del Fanfulla sono Egidio Capra, bianconero negli anni '30 e '40 e Rino Marchesi, transitato a Lodi nel 1956-1957.
Hanno giocato nel Fanfulla anche Otello Subinaghi dal 1925 al 1929 e nella stagione 1940-1941; Mario Acerbi dal 1934 al 1939 e dal 1945 al 1947; Bruno Crola dal 1938 al 1942 e nel 1943-1944; Ermelindo Lovagnini dal 1939 al 1941, nel 1943-1944 e ancora nel 1951-1952; Giacinto Goldaniga tra il 1946-1950 e nel 1953-1954; Alberto Spelta tra 1961 e 1963; Giuseppe Sannino tra 1982 e 1984; Loris Boni dal 1987 al 1990; Corrado Verdelli nel 1997-1998; Massimo Lombardini nel 2003-2004; Nicola Boselli dal 2004 al 2006 e nel 2007-2008; Riccardo Maspero dal 2005 al 2007; Manuel Pascali dal 2019 al 2021.

## Palmarès

### Competizioni nazionali
- Coppa Italia Serie C: 1

1983-1984

### Competizioni interregionali
- Serie C: 2

1937-1938 (girone B) e 1948-1949 (girone A)

### Competizioni regionali
- Eccellenza: 2

2004-2005 (girone A) e 2017-2018 (girone A)
- Promozione: 2

1921-1922 (girone finale lombardo) e 2012-2013 (girone F)

### Onorificenze
- Stella d'oro al merito sportivo

1974

### Altri piazzamenti
- Prima Divisione:

Terzo posto: 1928-1929 (girone B)
- Seconda Divisione:

Secondo posto: 1923-1924 (girone D)
Terzo posto: 1927-1928 (girone D)
- Serie C:

Terzo posto: 1961-1962 (girone A)
- Serie C2:

Secondo posto: 1982-1983 (girone B)
- Serie D:

Secondo posto: 2000-2001 (girone B), 2020-2021 (girone B)
Terzo posto: 1966-1967 (girone B), 1970-1971 (girone B), 1971-1972 (girone B),
 1977-1978 (girone B), 2019-2020 (girone D)
- Campionato Nazionale Dilettanti:

Terzo posto: 1992-1993 (girone A)
- Campionato Interregionale:

Terzo posto: 1991-1992 (girone D)
- IV Serie:

Vittoria girone, senza promozione: 1955-1956 (girone B)
Secondo posto: 1956-1957 (girone B)
- Eccellenza:

Terzo posto: 2003-2004 (girone C) e 2015-2016 (girone B)
- Promozione:

Secondo posto: 1920-1921 (girone finale)
- Coppa Italia:

Ottavi di finale: 1936-1937
- Coppa Italia Serie D:

Finale: 2000-2001
- Coppa Italia Dilettanti Lombardia:

Finale: 2017-2018
Semifinale: 2004-2005

## Statistiche e record

### Partecipazione ai campionati nazionali
| Livello | Categoria                       | Partecipazioni | Debutto   | Ultima stagione | Totale |
| ------- | ------------------------------- | -------------- | --------- | --------------- | ------ |
| 2º      | Seconda Divisione               | 4              | 1922-1923 | 1925-1926       | 17     |
| 2º      | Serie B-C Alta Italia           | 1              | 1945-1946 | 1945-1946       | 17     |
| 2º      | Serie B                         | 12             | 1938-1939 | 1953-1954       | 17     |
| 3º      | Seconda Divisione               | 2              | 1926-1927 | 1927-1928       | 21     |
| 3º      | Prima Divisione                 | 7              | 1928-1929 | 1934-1935       | 21     |
| 3º      | Serie C                         | 11             | 1935-1936 | 1964-1965       | 21     |
| 3º      | Serie C1                        | 1              | 1983-1984 | 1983-1984       | 21     |
| 4º      | IV Serie                        | 4              | 1955-1956 | 1958-1959       | 32     |
| 4º      | Serie D                         | 21             | 1965-1966 | 2024-2025       | 32     |
| 4º      | Serie C2                        | 7              | 1978-1978 | 1985-1986       | 32     |
| 5º      | Campionato Interregionale       | 6              | 1986-1987 | 1991-1992       | 21     |
| 5º      | Campionato Nazionale Dilettanti | 7              | 1992-1993 | 1998-1999       | 21     |
| 5º      | Serie D                         | 8              | 1999-2000 | 2008-2009       | 21     |

Alle 91 stagioni sportive disputate a livello nazionale dall'esordio nella Lega Nord, riportate nella tabella qui sopra, va aggiunto il campionato misto di guerra.

### Partecipazione ai campionati regionali
| Livello | Categoria       | Partecipazioni | Debutto   | Ultima stagione | Totale |
| ------- | --------------- | -------------- | --------- | --------------- | ------ |
| I       | Promozione      | 3              | 1914-1915 | 1921-1922       | 12     |
| I       | Eccellenza      | 9              | 2003-2004 | 2025-2026       | 12     |
| II      | Terza Categoria | 1              | 1913-1914 | 1913-1914       | 3      |
| II      | Promozione      | 2              | 2011-2012 | 2012-2013       | 3      |

### Partecipazione alle coppe
| Competizione                                    | Partecipazioni | Debutto   | Ultima stagione | Totale |
| ----------------------------------------------- | -------------- | --------- | --------------- | ------ |
| Coppa Italia                                    | 11             | 1922      | 2019-2020       | 11     |
| Coppa Italia Semiprofessionisti                 | 3              | 1978-1979 | 1980-1981       | 8      |
| Coppa Italia Serie C                            | 5              | 1981-1982 | 1985-1986       | 8      |
| Coppa Italia Dilettanti (Interregionale/C.N.D.) | 13             | 1986-1987 | 1998-1999       | 28     |
| Coppa Italia Serie D                            | 15             | 1999-2000 | 2024-2025       | 28     |
| Coppa Italia Dilettanti Lombardia (Eccellenza)  | 9              | 2003-2004 | 2025-2026       | 9      |
| Coppa Italia Promozione Lombardia               | 2              | 2011-2012 | 2012-2013       | 2      |

### Statistiche di squadra
- Fanfulla-Abbiategrasso 9-0 (Seconda Divisione 1927-1928)
- Fanfulla-Real Milano 9-0 (Eccellenza Lombardia 2015-2016)

Vittoria più larga in trasferta
- Palazzolo-Fanfulla 0-10 (C.N.D. 1996-1997)

Sconfitta più pesante in casa
- Fanfulla-Inter III 2-6

Sconfitta più pesante in trasferta
- Piacenza-Fanfulla 8-0 (Prima Divisione 1931-1932)
- Casale B-Fanfulla 8-0 (Prima Divisione 1933-1934)

Record imbattibilità casalinga
36 partite (26 vittorie, 10 pareggi)
dal 23 gennaio 1955 (Fanfulla – Catanzaro 0-1)

### Statistiche individuali
- 176  Silvio Dellagiovanna
- 109  Marco Guarnieri
- 83  Ferdinando Galli
- 78  Giuseppe Canevara
- 73  Otello Subinaghi
- 70  Egidio Capra
- 58  Natale Dalcerri
- 56  Giacinto Goldaniga
- 56  Pierpaolo Curti
- 48  Caio Cappellini
- 45  Stefano Brognoli

## Tifoseria

### Storia
La storia del tifo fanfullino è caratterizzata dalla presenza di molti gruppi, dalla vita più o meno breve.
Il primo storico club di tifosi, quello del Bar Davide, nasce nel 1968 e viene affiancato, dal 1976, dai Fedelissimi, questi ultimi ancora attivi dopo essersi rinnovati in toto nei componenti ad inizio 2021.
Nella seconda metà degli anni Settanta, cinque appartenenti al Club Davide fondano il Gruppo Z5, il primo a carattere ultras. Non ha una posizione definita e si sposta tra i Distinti e la Curva Sud. Si scioglie nel 1980.
Durante la stagione 1981-1982, quella che precede la promozione in Serie C1 del 1983, nascono i Boys Bianconeri: inizialmente posizionati nei Popolari, si spostano in Curva Sud per la decisiva gara contro l’Omegna che sancisce il salto di categoria. Dalla stagione successiva i Boys cambiano nome in Falange Bianconera, gruppo che segue dalla Sud l’unico campionato di Serie C1 e il successivo di Serie C2, per poi sciogliersi nel 1985.
Il passo successivo è rappresentato dagli Ultras Fanfulla, gruppo che si forma nel 1988 nel Campionato Interregionale, al pari degli Sbandati 79: si tratta ad ogni modo di una presenza molto incostante che vede un primo scioglimento all'inizio degli anni Novanta.
Da una costola degli Ultras nel 1994 vede la luce la Curva Celebrox, che insieme ai rinati Ultras conosce un periodo di grande spolvero nelle due stagioni a cavallo tra i millenni, sotto la presidenza Chiapparoli, quando il Fanfulla lotta per tornare in Serie C2 e arriva in finale di Coppa Italia di Serie D.
Negli anni a seguire il tifo bianconero vive un periodo buio, solo il ritorno in Serie D nel 2005 riesce a dare il la a un ritorno di fiamma sugli spalti della Dossenina: alla ribalta sale la Fossa dei Ludesan, che dopo due stagioni sulla cresta dell’onda si scioglie nel 2007, al pari degli Ultras, lasciando così un vuoto che favorisce la riaffermazione della sola Celebrox. È quest’ultima a portare avanti il sostegno dalla Curva Sud fino al definitivo scioglimento datato 2010, all'inizio della stagione in cui il Guerriero sprofonda in Promozione.
Senza tifo, con la società sull'orlo del fallimento e calcisticamente ridotta ai minimi storici in Promozione, nel 2012 alcuni ex componenti della tifoseria organizzata fondano gli Ultimi Guerrieri, il gruppo più continuo della storia degli ultras bianconeri.
A inizio 2014, alcuni appartenenti agli Ultimi Guerrieri si staccano formando i Fanfulla Supporters.
A metà 2025 alcuni ex componenti degli Ultimi Guerrieri si staccano e  fondano il gruppo A modo nostro 2025.

### Gemellaggi
L'unico gemellaggio della tifoseria del Guerriero attualmente esistente è con il Collettivo Supporters del Forlì.

### Rivalità
L'antagonismo più sentito dai sostenitori bianconeri è quello con i rivali provinciali del Sant'Angelo, con cui si disputa il Derby del Lodigiano.
Molto accese sono anche le sfide con entrambe le squadre cremasche, per via della secolare rivalità tra i territori confinanti: dal sapore più antico quella con il Crema, per cui è stato coniato il nome di Derby del latte, più recente quella con la Pergolettese.
Ultima in ordine di tempo è la rivalità venutasi a creare con la tifoseria del Sangiuliano City, sfociata in episodi di tensione e scontri, e in provvedimenti di Daspo emessi nei confronti di appartenenti a entrambe le fazioni.  
Altre sfide connotate da reciproca antipatia tra le tifoserie sono quelle con il Pavia e, in ambito provinciale, quelle con il Codogno e il Sancolombano.

## Sezione femminile
Nata nel luglio 2013 all'interno dell'Academy Fanfulla, e iscritta al campionato di Serie D, nella prima stagione la squadra concluse in quinta posizione, mancando la qualificazione ai play-off. Nella successiva stagione 2014-2015, raggiunto il secondo posto, le Guerriere guidate da Fabrizio Angelillo vinsero la finale play-off a Milano contro le Dreamers, ottenendo la promozione in Serie C, categoria nella quale nel 2015-2016 si assicurarono la permanenza terminando al dodicesimo posto e ottenendo la salvezza con una giornata di anticipo. Nella stagione 2016-2017, dopo essere confluita nel Cavenago Fanfulla, un crollo nel girone di ritorno costò il quattordicesimo posto e la conseguente retrocessione in Serie D. Di seguito la sezione femminile smobilitò per divergenze con i vertici della società.

### Esplicative
1. ↑  Esistente tuttora, l'attuale campo Pallavicino in via Serravalle.
2. ↑  Avvenuta il 26 giugno 1920.
3. ↑  276 presenze e 26 reti in undici stagioni in maglia guerriera
4. ↑  L'elenco delle squadre affiliate alla F.I.F. nel 1908 fu fornito dall'ex Presidente rag. Luigi Bosisio all'AIA che lo pubblicò sulla rivista L'Arbitro nel 1925, citata come A.S. Fanfulla. La raccolta della rivista fu digitalizzata e messa su 3 cd-rom a cura dello storiografo dell'AIA Luciano Lupi di Genova nel 2004. Atalanta, Casteggio, Collegio Facchetti (Treviglio), Fanfulla e Trevigliese figurano tra le 34 società affiliate nel 1908.

### Bibliografiche
1. ↑  Amichevoli del Milan stagione 1908.
2. ↑  Papagni, 2008, p. 25.
3. ↑  Il Fanfulla: giornale liberale di Lodi e circondario, 3 luglio 1920, p. 2.
4. ↑  La cronaca sportiva del Lodigiano e cremasco, 7 ottobre 1921, p. 1.
5. ↑  La cronaca sportiva, 30 giugno 1922, pp. 1-2.
6. ↑  http://www.storiapiacenza1919.it/spar0.htm LO SPAREGGIO: FANFULLA – PIACENZA 2-1
7. 1 2 3   Leo Cattini, Finalmente chiusa l'inchiesta sul caso Gaggiotti: si attende per domani il testo ufficiale della sentenza - Le reazioni del Fanfulla, in Nuova Stampa Sera, 25 marzo 1954,  p. 4. URL consultato il 3 ottobre 2012.
8. ↑   Nuove rivelazioni della Lega sull'inchiesta del caso Gaggiotti, in La Nuova Stampa, 28 marzo 1954,  p. 4. URL consultato il 3 ottobre 2012.
9. 1 2   Nuove clamorose rivelazioni dell'inchiesta sul Gaggiotti, in Nuova Stampa Sera, 27 marzo 1954,  p. 4. URL consultato il 3 ottobre 2012.
10. ↑   Mandato di arresto pronto per il Gaggiotti, in Nuova Stampa Sera, 12 marzo 1954,  p. 4. URL consultato il 3 ottobre 2012.
11. ↑   Dirigente del Fanfulla squalificato a vita, in La Nuova Stampa, 11 giugno 1954,  p. 4. URL consultato il 4 ottobre 2012.
12. ↑  Beltrami, 1984, p. 290.
13. ↑   Il Cittadino di Lodi, su ilcittadino.it. URL consultato il 12 maggio 2015 (archiviato dall'url originale il 15 maggio 2015).
14. ↑   La Dossenina fa festa per la promozione in D del Fanfulla, su Il Cittadino di Lodi, 12 giugno 2016. URL consultato il 14 giugno 2016 (archiviato dall'url originale il 15 giugno 2016).
15. ↑  Posizione determinata dalla media punti alla sospensione definitiva del campionato per la pandemia di COVID-19.
16. ↑  https://www.asdfanfulla.it/pages.php?id=27
17. ↑  Zanoncelli, 1972, p. 330.
18. ↑  Papagni, 2008, p. 14.
19. ↑  Papagni, 2008, p. 29.
20. 1 2  Papagni, 2008, p. 39.
21. ↑  Bassi, 1974, p. 8.
22. 1 2 3 4  Cariche presidenziali citate dall'Agendina del Calcio "Barlassina" dalla stagione 1936-1937 al 1941-1942. Per la stagione 1942-1943 Almanacco illustrato del calcio 1943.
23. ↑   Copia archiviata, su win.acsantangelo1907.com. URL consultato il 2 novembre 2012 (archiviato dall'url originale il 26 dicembre 2012).
24. ↑  http://www.cremaonline.it/sport/11-12-2013_Fanfulla-Crema,+un+derby+da+ritorno+al+passato/
25. ↑  http://www.cremaonline.it/sport/17-09-2016_Pergo,+domenica+il+derby+con+il+Fanfulla/
26. ↑   Tensioni prima e dopo il derby tra Fanfulla e San Giuliano, la questura di Lodi fa scattare i Daspo per dieci tifosi delle due squadre, su www.ilcittadino.it, 18 dicembre 2023. URL consultato il 16 dicembre 2024.
27. ↑   Lodi, rissa tra tifosi dopo la partita: un 50enne finisce in ospedale. Accertamenti in corso, su Il Giorno, 21 aprile 2024. URL consultato il 16 dicembre 2024.
28. ↑  https://www.ilcittadino.it/sport/2018/09/26/pavia-fanfulla-torna-la-storia/A75s85cxp2LKIB6eGjNqx3/index.html
29. ↑  https://www.ilcittadino.it/sport/2013/03/10/al-fanfulla-il-derby-con-codogno/gxB2teATGMsMOxdQ1NDMx3/index.html?gender=0
30. ↑  https://www.notiziariocalcio.com/eccellenza/sancolombano-contro-il-cavenago-fanfulla-per-tornare-a-sorridere-al-ricciardi-117456